# Andreas Peter Bernstorff
Andreas Peter Bernstorff (Hannover, 28 agosto 1735 – Copenaghen, 21 giugno 1797) è stato un politico danese, due volte Ministro degli Esteri del suo Paese.

## Biografia
Andreas Peter Bernstorff, nipote dello statista Johann Hartwig Ernst von Bernstorff,  dopo aver completato la sua formazione compiendo il Grand Tour,  intraprese nel 1755 la carriera diplomatica dove fece una lenta ma sicura carriera ricoprendo, con alterne fortune, due volte la carica di Ministro degli Esteri di Danimarca, la prima volta dal 1773 al 1780, la seconda dal 1784 al 1797.
In politica estera visse gli anni turbolenti della Rivoluzione francese riuscendo a mantenere neutrale il suo Paese. Brillante, cosmopolita, uomo di Stato fedele all'assolutismo della Corona danese, era comunque noto per le sue aperture di stampo liberale come ad esempio la riforma agraria e la libertà di stampa. In Danimarca è considerato il massimo uomo politico del suo tempo, ultimo rappresentante di quella aristocrazia di statisti danesi di origine tedesca che presto furono spazzati via dall'avanzare del nazionalismo danese.